# 小行星8074
小行星8074（英語：8074 Slade）是一颗围绕太阳公转的小行星。1984年11月20日，愛德華·鮑威爾在帕洛马山发现了此天体。
这颗小行星的绝对星等为142.3653944454639等。